# Freie Universität Berlin
Freie Universität Berlin (dansk: "Frie Universitet", FU) er et af Berlins offentlige universiteter. Det ligger i bydelen Dahlem i den sydvestlige del af byen. Navnet har sin baggrund i den kolde krig, idet universitetet blev grundlagt i 1948 ved Tysklands deling efter Anden Verdenskrig. Byens gamle universitet Humboldt-universitetet tilfaldt den sovjetiske zone i Østberlin, og der var derfor behov for et nyt universitet i Vestberlin.
Dannelsen af universitetet kom som direkte følge af kommunisternes forfølgelse af studenter i Østberlin.[kilde mangler] I 1980'erne udviklede det sig til masseuniversitet, og antallet af studerende var ved den tyske genforening i 1990 over 60.000.
Som følge af reducering af studiepladser ved Freie Universität, og idet Humboldt-universitetet igen blev tilgængelig, er antallet studenter nu reduceret til 42.700.
Botanischer Garten Berlin tilhører universitetet.

## Fakulteter
Universitetet er opdelt i 12 fakulteter (FB):
- Biologi, kemi, apotek
- Geovidenskab
- Retsvidenskab
- Erhverv og økonomi (School of Business and Economics)
- Matematik og datalogi
- Pædagogik og psykologi
- Filosofi og humaniora
- Fysik
- Politiske og sociale videnskab
- medicinsk skole: Charité - Universitätsmedizin Berlin (fælles afdeling med Humboldt-Universität zu Berlin)
- Veterinærmedicin

## Galleri
- Hovedbygningen
- Monument for de myrdede elever